# Vålse Vig
Vålse Vig är en vik i Danmark.   Den ligger i Region Själland, i den sydöstra delen av landet, 90 km sydväst om Köpenhamn.
Vålse Vig ligger utanför nordvästra Falster. Viken är en del av Smålandsfarvandet.